# Florentiner Camerata
Die Camerata Fiorentina (Florentiner Camerata) war ein Kreis von Dichtern, Musikern, Philosophen und Gelehrten des Adels, der sich in Florenz von etwa 1576 bis 1600 um den Grafen Giovanni de’ Bardi und später, ab dem Jahre 1592, auch um den Adligen Jacopo Corsi versammelte.
Die Mitglieder der Camerata hatten ein großes Interesse an der griechischen Antike, insbesondere an der möglichst originalgetreuen Wiederaufführung  antiker Dramen. In der Annahme, dass der Text damals gesungen worden sei, entwickelte man in vermeintlicher Anlehnung an den einstimmigen antiken Gesang der griechischen Tragödie eine völlig neue Art des Sprechgesangs, deren Ziel der vollkommene Ausdruck des Affektes und die Verständlichkeit des Textes war und der deshalb nur von einigen stützenden Akkorden des Generalbasses begleitet wurde: die Monodie. Die Polyphonie hingegen wurde verworfen.
Mitglieder der Camerata waren die Komponisten Vincenzo Galilei (der Vater Galileo Galileis), Pietro Strozzi, Giulio Caccini, Jacopo Peri, sowie die Dichter Ottavio Rinuccini und Gabrielo Chiabrera.
Die Camerata war mit dem Komponisten Jacopo Peri und dessen Werk La Dafne (Text von Rinuccini, Musik teilweise auch von Corsi; 1598) Begründerin der musikalischen Gattung der Oper.
Ohne den dogmatischen Anspruch der Florentiner Camerata, im Besitz alleiniger musikalischer Wahrheit zu sein, anzuerkennen, übernahm der heute viel bekanntere Claudio Monteverdi die Monodie als mögliche Schreibart für eigene Werke und verhalf ihr damit zu folgenreicher musikgeschichtlicher Wirkung.